# Vesperus creticus
Vesperus creticus is een keversoort uit de familie Vesperidae. De wetenschappelijke naam van de soort werd in 1886 gepubliceerd door Ludwig Ganglbauer.